# Río Belgrano
Río Belgrano är ett vattendrag i Argentina.   Det ligger i provinsen Santa Cruz, i den södra delen av landet, 1 900 km sydväst om huvudstaden Buenos Aires.
Trakten runt Río Belgrano består i huvudsak av gräsmarker. Trakten runt Río Belgrano är nära nog obefolkad, med mindre än två invånare per kvadratkilometer.